# Exchange Place (Manhattan)
Exchange Place es una calle en el Distrito Financiero del Bajo Manhattan, en Nueva York (Estados Unidos). La calle corre cinco cuadras entre Trinity Place en el oeste y Hanover Street en el este.
Exchange Place fue creado en 1657 como parte del plan de calles de la colonia holandesa de Nueva Ámsterdam (actual Bajo Manhattan), como se registra en el Plan Castello. Se compone de partes de dos caminos holandeses coloniales y sobrevive en gran parte tal como existía en 1660, aunque ha sido renombrado varias veces y se amplió en 1836. El nombre actual, que data de 1827, se derivó de la presencia de la Bolsa de Valores de Nueva York cerca de Exchange Place. Varios puntos de interés se encuentran a lo largo de Exchange Place, incluido el edificio de la Bolsa de Valores de Nueva York, 20 Exchange Place y 55 Wall Street.

## Historia
Exchange Place fue creado en 1657, como se describe en el Plan Castello, un mapa de calles de la colonia holandesa de Nueva Ámsterdam (actual Bajo Manhattan); la calle aún sobrevive en gran parte como existía en 1660.: 7 La calle incorpora partes de dos caminos coloniales holandeses: Heere Dwars Straet y Tuyn Straet.: 10 Heere Dwars Street (lit. La calle de la Cruz del Señor) corría dos cuadras entre Broadway y Broad Street. : 10 Tuyn Street, llamada así por los jardines, corría una cuadra desde Broad Street hasta William Street. : 10 En la época colonial, el área era un pantano;  para drenar el pantano, se cavó un canal desde Exchange Place, a lo largo del cual se construyó posteriormente Broad Street.  El área que rodea Broad Street y Exchange Place se conocía como "Schaap Weyte" o pasto de ovejas.
En 1692, se erigió una iglesia reformada holandesa en Exchange Place y Broad Street.  El primer edificio de la iglesia fue reemplazado en 1807 y el segundo edificio de la iglesia se incendió en 1835. La congregación de la iglesia vendió el sitio en la década de 1840 en lugar de reconstruirlo.
Tuyn Street pasó a llamarse Church Street en 1695 y Garden Street en 1797.: 10 Garden Street y Oyster Pasty Alley pasaron a llamarse Exchange Place en 1827, después de que ese año se construyera el Merchants Exchange Building en Wall y William Streets.: 10   En 1836, Exchange Place se amplió desde William Street hasta Hanover Street.: 10 Para la década de 1830, la demanda de espacio comercial había aumentado significativamente en Exchange Place y las calles aledañas. Posteriormente, se demolieron muchos edificios residenciales en la calle y se erigieron edificios comerciales en su lugar.: 576 Exchange Place era un centro de actividad financiera; en 1867, se informó que se habían robado $ 1,6 millones de uno de los bancos en Exchange Place.: 999 La Guía WPA de 1939 para la ciudad de Nueva York declaró que Exchange Place, junto con Wall y Broad Streets, formaban el núcleo del distrito financiero de Manhattan.

## Edificios notables
Exchange Place contiene varios puntos de referencia y otras estructuras a lo largo de su ruta. 1 Wall Street, un hito designado por la ciudad de Nueva York, está ubicado en el lado norte de la calle entre Broadway y New Street. El New York Stock Exchange Building en 8–18 Broad Street, un Monumento Histórico Nacional y un punto de referencia designado por la Ciudad de Nueva York, se encuentra en el lado norte de Exchange Place entre las calles New y Broad. El Broad Exchange Building está ubicado en la esquina sureste de Broad Street y Exchange Place, mientras que el Continental Bank Building está en la esquina suroeste de esa intersección y 15 Broad Street está en la esquina noreste. La cuadra más al este de Exchange Place está ocupada por dos edificios: 55 Wall Street (una lista del Registro Nacional de Lugares Históricos y un hito de la ciudad de Nueva York) en el lado norte y 20 Exchange Place (un hito de la ciudad de Nueva York) en el lado sur. Además, la estación Broad Street del metro de la ciudad de Nueva York, que sirve al J y  trenes , tiene entradas en Exchange Place y Broad Street.